# Allophylus sechellensis
Allophylus sechellensis är en kinesträdsväxtart som beskrevs av Summerhayes. Allophylus sechellensis ingår i släktet Allophylus och familjen kinesträdsväxter. Inga underarter finns listade i Catalogue of Life.